# 鳾屬
䴓科，俗称“五子雀”，是雀形目中的一个科，分布在欧洲、亚洲和澳洲。常在树干、树枝、岩石上等地方觅食（昆虫、种子等），身体小，头颈短，尾巴也长得很短。鳾有很特殊的生活习惯：喜欢在洞里筑巢，还会储存食物以便过冬天，而且是唯一一种能头向下尾朝上往下爬树的鸟类（啄木鸟只能頭朝上往上爬）。
鳾科只有鳾屬（Sitta）一個屬，過去曾歸為本科的红翅旋壁雀（Trichodroma muraria）現在被單獨列爲旋壁雀科（Tichodromadidae）。
常見的鳾屬鳥類包括：
- 白胸鳾 Sitta carolinensis
- 茶腹鳾 Sitta europea
- 丽鳾 Sitta formosa
- 绒额鳾 Sitta frontalis
- 阿爾及利亞鳾 Sitta ledanti
- Sitta leucopsis
- 巨鳾 Sitta magna
- 淡紫鳾 Sitta solangiae
- 黑头鳾 Sitta villosa
- 滇鳾 Sitta yunnanensis